# デザインルールチェック
デザインルールチェック（英: design rule check、DRC）は、半導体プロセスにおいて使用するマスクパターンや、プリント基板の設計データがデザインルール（設計規則）に違反していないかを検証するためのCADツール（プログラム）、もしくはその工程のことを言う。このデザインルールは、半導体プロセスの各工程や、プリント基板の加工精度から制限を受け定められる場合が多い。半導体プロセスの場合とプリント基板作成の場合では、それぞれ専用のツールも存在するが、同じツールを使用することも可能である。
DRCと言う概念が出来る前は、人間が目視でマスクデータのチェックを行っていた。しかし、チェック項目が数百項目にわたると、目視によるチェックは不可能となり、機械的に行う方法が開発された。

## 動作の概要
DRCは、図形同士の論理演算機能や、問題の箇所を発見するために必要な関数を備えている。これは、どのCADメーカーのDRCでもほぼ同じである。ルールファイルは、そのような論理演算とエラー判定等から構成される簡単なプログラムである。
一般に半導体設計におけるマスクデータは、層（レイヤー）に関する情報を持った多角形のデータの集合で構成されている。これらの層は半導体プロセスの各工程に相当するものと、何かしらの作業、すなわちDRCやLVSで素子を判別するなどのプロセス上では意味のないダミーレイヤーとがある。
DRCでは、これらの図形データの重なりや距離の判別を行うことでルールのチェックを行う。例えば、A層とB層が重なってはいけないというルールがある場合、A層に含まれる図形データとB層に含まれる図形データのAND（論理積）をとり、その結果に何らかの図形が含まれていればエラー、含まれていなければ問題なしとする。
プリント基板の場合もほぼ同様である。

## ルールの内容と決定
通常、ルールファイルはプロセス工程やプリント基板の加工を管理している部門や会社から提供される。ルールファイルのほとんどがプロセスの制限により決定される。
例えば、半導体プロセスの場合では、金属配線を作る場合、配線幅や配線間隔は最小値がリソグラフィやメタルの蒸着、加工等の精度や、マスク間の目あわせの精度等の要素により決定される。逆に最大値は、配線金属と層間絶縁膜の応力や、化学機械研磨の加工時の制限等により制限される。また、プロセスの加工時に金属配線が帯電し、微細なFETゲートを破壊しないために、配線の長さに関しての規定も存在する。また、プリント基板の場合では、ドリルの寸法、配線のエッチングの精度等により最小値が決定される。
これらプロセスによる規定の一次資料は、紙に書かれたもの（最近だとPDFファイル）で、それをDRCのルールファイルに変換していくため、どうしてもバグを避けることはできない。そのため、1つのプロセスのルールファイルは、細かくバージョンアップされていくことが多い。
また、ルール上明記されているが、ルール上プログラムを使っての判定が困難な場合、その項目のチェックが省かれている場合もある。そのようなルールは、別途人間が直接違反していないか確認を行う必要がある。

## 主なツール名
- Calibre (Mentor Graphics社)
- Hercules (Synopsys社)
- Diva,Dracula,Assura (Cadence Design Systems社)
- Quartz (Magma Design Automation社)
- Guardian (Silvaco社)
- L-Edit (Tanner EDA社)